# Daniil Dmitrievich Dubov
Daniil Dmitrievich Dubov (tiếng Nga: Даниил Дмитриевич Дубов; sinh ngày 18 tháng 4 năm 1996) là một đại kiện tướng cờ vua người Nga. Anh đã đạt được chuẩn cuối cùng của mình cho danh hiệu Đại kiện tướng khi mới 14 tuổi, 11 tháng, 14 ngày vào năm 2011. Anh là cựu vô địch cờ nhanh thế giới trước đó, chiến thắng Giải vô địch cờ vua nhanh thế giới được tổ chức tại Saint Petersburg từ ngày 26 đến 28 tháng 12 năm 2018.

## Sự nghiệp cờ vua

### 2006
Dubov đã giành được hai huy chương tại Giải vô địch cờ vua trẻ châu Âu: một huy chương đồng năm 2006, ở giải U-10 và một huy chương bạc năm 2008, ở giải U-12.

### 2009
Năm 2009, anh đã giành giải "Tài năng trẻ của thế giới - Tưởng niệm Vanya Somov" ở Kirishi. Trong cùng năm đó, anh chơi cho đội tuyển Nga và đã giành huy chương vàng trong Thế vận hội cờ vua trẻ U16 thế giới. Dubov cũng giành được huy chương đồng cá nhân trên bảng hai.
Anh đã giành chức vô địch Cờ nhanh và cờ chớp U16 Nga năm 2009.

### 2011
Dubov đã thi đấu thêm một lần nữa trong Thế vận hội cờ vua trẻ U16 thế giới và giành được huy chương vàng đồng đội và huy chương đồng cá nhân trên bảng một. Dubov đã giành giải vô địch Cờ nhanh Moscow năm 2011 

### 2012
Dubov cùng với Dmitry Andreikin và Nikita Vitiugov cùng đứng đầu ở vòng loại Giải vô địch cờ vua Nga và đủ điều kiện tham dự vòng chung kết của giải. Ở vòng chung kết, anh ghi được 4/9 điểm.

### 2013
Vào tháng 1, Dubov đã tham gia giải đấu Tata Steel B ở Wijk aan Zee, nơi anh ghi được 7,5/13 điểm (+ 4-2 = 7) và kết thúc giải tại vị trí thứ năm trong số 14 người tham gia. Tại Cúp cờ vua thế giới 2013, anh đã lọt vào vòng thứ ba và thua Anton Korobov, sau khi hạ được Sergey Fedorchuk và cựu vô địch thế giới FIDE Ruslan Ponomariov ở hai vòng đầu tiên.
Vào tháng 12, anh đã chơi sáu trận giao hữu với Alexei Shirov, được gọi là "Trận chiến thế hệ", và giành chiến thắng sau đó.

### 2015
Vào tháng 4 năm 2015, anh đã dẫn đầu cùng với Ian Nepomniachtchi tại Giải cờ vua Aeroflot mở rộng, đứng thứ hai sau khi đấu tiebreak.

### 2016
Dubov đã giành huy chương đồng tại Giải Vô địch Cờ chớp Thế giới 2016 tại Doha.

### 2017
Dubov đã giành chiến thắng tại Siêu giải Cờ vua của Nga vào tháng 7 năm 2017 tại Sochi, vượt qua Sanan Sjugirov sau tiebreak.
Tại Vòng chung kết của Giải vô địch Nga, diễn ra tại Saint Petersburg vào tháng 12, Dubov cùng với Vladimir Fedoseev chia sẻ vị trí thứ 3-4, sau đó giành huy chương đồng sau tiebreak.

### 2018
Dubov từng là một trong những trợ tá của Magnus Carlsen cho Giải vô địch cờ vua thế giới 2018 
Vào tháng 12, Dubov đã giành Giải Vô địch Cờ nhanh Thế giới trước Carlsen, Shakhriyar Mamedyarov và Hikaru Nakamura.

### 2019
Dubov nhận được suất của ban tổ chức tham dự FIDE Grand Prix 2019, chuỗi giải đấu nằm trong hệ thống Giải vô địch cờ vua thế giới 2021. Dubov đã được tham dự vào sự kiện ở Moscow, giải đầu tiên trong bốn giải đấu Grand Prix 2019. Giải đấu Moskva là một giải đấu có 16 người chơi, với Dubov là kì thủ có hệ số elo thấp nhất. Sau một chiến thắng nhọc nhằn  trước hạt giống số 1, Anish Giri, Dubov đã thua Hikaru Nakamura ở tứ kết.
Vào tháng 11, Dubov cũng đã tham dự giải đấu FIDE Grand Prix tại Hamburg. Một lần nữa anh là kì thủ có Elo thấp nhất trong giải, nhưng sau khi giành chiến thắng trước Teimour Radjabov và Peter Svidler, anh đã vào bán kết gặp với Jan-Krzysztof Duda. Hai ván cờ tiêu chuẩn đều có kết quả hoà, cả hai bước vào loạt tiebreak. Dubov đã thắng ván cờ nhanh đầu tiên (25 phút + 10 giây) và chỉ cần một ván hòa để vào chung kết. Tuy nhiên, anh đã thất bại ván tiếp theo, mà dường như đó là một ván cờ hoàn toàn có thể cầm hoà để đưa trận đấu đến một lượt tiebreak thứ hai (10 phút + 10 giây). Sau khi hoà với việc cầm quân trắng, Dubov cuối cùng cũng bị Duda loại khỏi giải đấu khi thua ván thứ hai.

### 2020
Vào tháng 6, Dubov vô địch Giải cờ vua online Lindores Abbey, một giải đấu nằm trong Magnus Carlsen Tour, sau khi lần lượt hạ Đinh Lập Nhân ở bán kết và Hikaru Nakamura ở chung kết. Trận chung kết Dubov thắng Nakamura ở ván Armageddon. Với thành tích này, anh có một vé tham dự giải Grand Final của tour đấu, cùng với 3 kỳ thủ vô địch các giải khác của tour, trong đó có Carlsen.

## Những ván cờ thú vị
- Dubov, D. vs Svane, R. Batumi, Georgia. 2019. Giải vô địch đồng đội châu Âu lần thứ 22, lần thứ 7.

Dubov cầm trắng và anh đã tìm thấy một nước đi chiếu hết tuyệt vời trong nước thứ 13 của trận đấu, khiến vua đen của đối phương phải di chuyển liên tục và cuối cùng phải kết thúc ở ô a3.

## Đời tư
Dubov học cờ vua khi mới 6 tuổi. Ông nội của anh là Eduard Dubov (1938-2018), một trọng tài cờ vua quốc tế và là nhà toán học.